# Julia Borgström
Julia Borgström (Skanör med Falsterbo, 9 juni 2001) is een Zweeds wielrenster die sinds 2020 rijdt voor de sinds 2024 geheten ploeg AG Insurance-Soudal.

## Palmares
2018
3e etappe Watersley Ladies Challenge
 Zweeds kampioen op de weg, junioren
 Zweeds kampioen tijdrijden, junioren
2019
 Zweeds kampioenschap op de weg, junioren
 Zweeds kampioenschap tijdrijden, junioren
2022
 Jongerenklassement RideLondon Classique
 Zweeds kampioenschap tijdrijden, elite
 Zweeds kampioenschap op de weg, elite
2023
 Zweeds kampioenschap op de weg, elite
2025
 Zweeds kampioenschap tijdrijden, elite

### Resultaten in voornaamste wedstrijden
| Jaar | Ronde van Italië | Ronde van Frankrijk | Ronde van Spanje |
| ---- | ---------------- | ------------------- | ---------------- |
| 2020 |                  |                     |                  |
| 2021 |                  |                     |                  |
| 2022 |                  | 32e                 |                  |
| 2023 |                  | 47e                 |                  |
| 2024 | opgave           |                     |                  |
| 2025 |                  |                     |                  |

| Jaar | Gent-Wevelgem | Ronde van Vlaanderen | Parijs-Roubaix | Amstel Gold Race | Omloop Het Nieuwsblad | Ronde van Drenthe | Brabantse Pijl |  | WK op de weg |
| ---- | ------------- | -------------------- | -------------- | ---------------- | --------------------- | ----------------- | -------------- |  | ------------ |
| 2020 | 40e           |                      |                |                  |                       |                   | 50e            |  | 104e         |
| 2021 | opgave        |                      |                | opgave           | opgave                |                   | 68e            |  | 101e         |
| 2022 | 17e           | 40e                  |                | 29e              | 14e                   | 22e               | 35e            |  | 62e          |
| 2023 | opgave        |                      | 22e            |                  | 100e                  | 36e               |                |  | 86e          |
| 2024 |               |                      |                |                  | opgave                | 49e               |                |  | 78e          |
| 2025 |               |                      | 89e            | 79e              |                       |                   |                |  |              |

### Resultaten in overige rondes
| Jaar | Wielerweek van Valencia | Bretagne Ladies Tour | RideLondon Classique | Ronde van Thüringen | Ronde van Scandinavië | Ronde van Romandië | Simac Ladies Tour | Baloise Ladies Tour | Lotto Belgium Tour |
| ---- | ----------------------- | -------------------- | -------------------- | ------------------- | --------------------- | ------------------ | ----------------- | ------------------- | ------------------ |
| 2020 | 48e                     |                      |                      |                     |                       |                    |                   |                     |                    |
| 2021 | 31e                     |                      |                      |                     |                       |                    | 22e               | 37e                 | 26e                |
| 2022 |                         | 38e                  | wit 8e               |                     | 27e                   |                    |                   |                     |                    |
| 2023 |                         | 25e                  |                      | 11e                 | 25e                   | 61e                |                   |                     |                    |
| 2024 |                         |                      |                      |                     |                       | 78e                |                   |                     |                    |

## Ploegen
- 2017 –  Team Rytger
- 2018 –  Team Rytger
- 2019 –  Team Rytger
- 2020 –  NXTG Racing
- 2021 –  NXTG Racing
- 2022 –  AG Insurance NXTG
- 2023 –  AG Insurance-Soudal Quick-Step
- 2024 –  AG Insurance-Soudal
- 2025 –  AG Insurance-Soudal

Benito · Boogaard · Borgström · Ghekiere · Goossens · Henttala · Kasper · Knaven · Louw · Masetti · Meertens · Moolman-Pasio · Pluimers · Rijnbeek · Steigenga · Wollaston
Benito · Bentveld (vanaf 24/4-tot 13/9) · Boogaard · Borgström · De Schepper (vanaf 14/6) · Ghekiere · Gigante · Goossens · Le Court · Louw · Masetti · Moolman-Pasio · Pluimers · Rijnbeek · Steigenga · Van de Velde · Wollaston
Bastiaenssen · Benito · Bentveld · Borgström · Bossuyt (vanaf 14/6) · Castrique · De Schepper · Ghekiere · Gigante · Goossens · Le Court · Louw · Manly · Masetti · Moolman-Pasio · Pluimers · Steigenga · Van de Velde · Verhulst-Wild · Žigart